# Die Welt des Islams
Die Welt des Islams, International Journal for the Study of Modern Islam ist eine islamwissenschaftliche Fachzeitschrift, die im niederländischen Brill-Verlag erscheint und von Rainer Brunner herausgegeben wird.
Artikel in den Sprachen Englisch, Deutsch und Französisch können in der Zeitschrift publiziert werden.
Die Welt des Islams erscheint seit 1913 und wurde von 1913 bis 1955 von der Deutschen Gesellschaft für Islamkunde herausgegeben. Die Initiative zur Gründung der Zeitschrift ging von Martin Hartmann aus, der bis zu seinem Tode im Jahre 1918 auch die größte Zahl von Artikeln für die Zeitschrift schrieb.
Das Fachgebiet der Zeitschrift ist die islamische Welt seit Ende des 18. Jahrhunderts.